# Ernst Künnecke
Ernst-August Künnecke ou Ernest Künnecke et un entraîneur allemand de football né en 1938 et mort le 16 mars 2002 à Malines (Belgique).
Il a principalement exercé son métier de technicien du football dans de nombreux clubs en Belgique et en Suisse : Patro Eisden, KRC Malines, KFC Winterslag, K Lierse SK, KSV Waterschei THOR Genk, FC Bâle et FC Malines.
Il devient ensuite le premier entraîneur du nouveau KRC Genk, né de la fusion de Winterslag et de Waterschei, de juillet à novembre 1988.
Il s'installe ensuite en Suisse où il entraîne encore les joueurs du FC Bâle, du SC Brühl Saint-Gall et du FC Kreuzlingen, avant de revenir en Belgique en 1998.